# Théorie des bulles rationnelles
La théorie des bulles rationnelles est une théorie économique selon laquelle les bulles spéculatives, qui finissent nécessairement par éclater et causer une crise économique, sont le fait de la rationalité économique des agents économiques.

## Concept
Tout système économique fondé sur le libre marché est susceptible de connaître des bulles économiques. Dans une telle situation, le prix d'un actif financier (une action, une devise, etc.) voit son prix croître de manière artificielle, décorrélée de sa valeur intrinsèque. Une bulle finit par exploser lorsque les agents économiques prennent collectivement conscience que la valeur de l'actif est surévaluée et qu'il faut vendre au plus vite pour s'en débarrasser.
La théorie des bulles rationnelles vise à expliquer les mécanismes qui permettent à une bulle spéculative de prospérer. Elle se fonde sur l'hypothèse des anticipations rationnelles : les agents économiques sont rationnels, et les marchés sont, par ailleurs, informationnellement efficients : les prix des actifs reflètent les prix futurs et l'intégralité de l'information disponible. Les anticipations des acteurs sont égales au prix effectivement réalisés à l'avenir tant que la bulle croît. Cet éloignement est accru par le fait que les anticipations sont auto-réalisatrices.
Selon la théorie, il est rationnel que la bulle continue de croître longtemps car même lorsque les acteurs prennent conscience que la valeur de l'actif a dévié de sa valeur fondamentale, ils refusent de vendre l'actif, car ils pensent que les autres acteurs n'ont pas encore pris conscience de la bulle. La bulle va croître positivement sur une longue période, et qu'une chute de la valeur des actifs sera d'autant plus brutale lors de l'éclatement de la bulle.
La théorie des bulles rationnelles permet de remettre en question l'idée de l'irrationalité des investisseurs en temps de crise.

## Historique
La théorie des bulles rationnelles est formulée dans les années 1970 et années 1980. En 1980, R. Flood et P. Garber proposent un modèle de bulle rationnelle. Ce sont toutefois Olivier Blanchard, en 1979, puis Jean Tirole, en 1982, qui formulent la théorie la plus précise et la popularisent au sein du monde économique.

## Critiques et limites
La théorie des bulles rationnelles a été critiquée pour le caractère restrictif de ses hypothèses. 